# Poartă

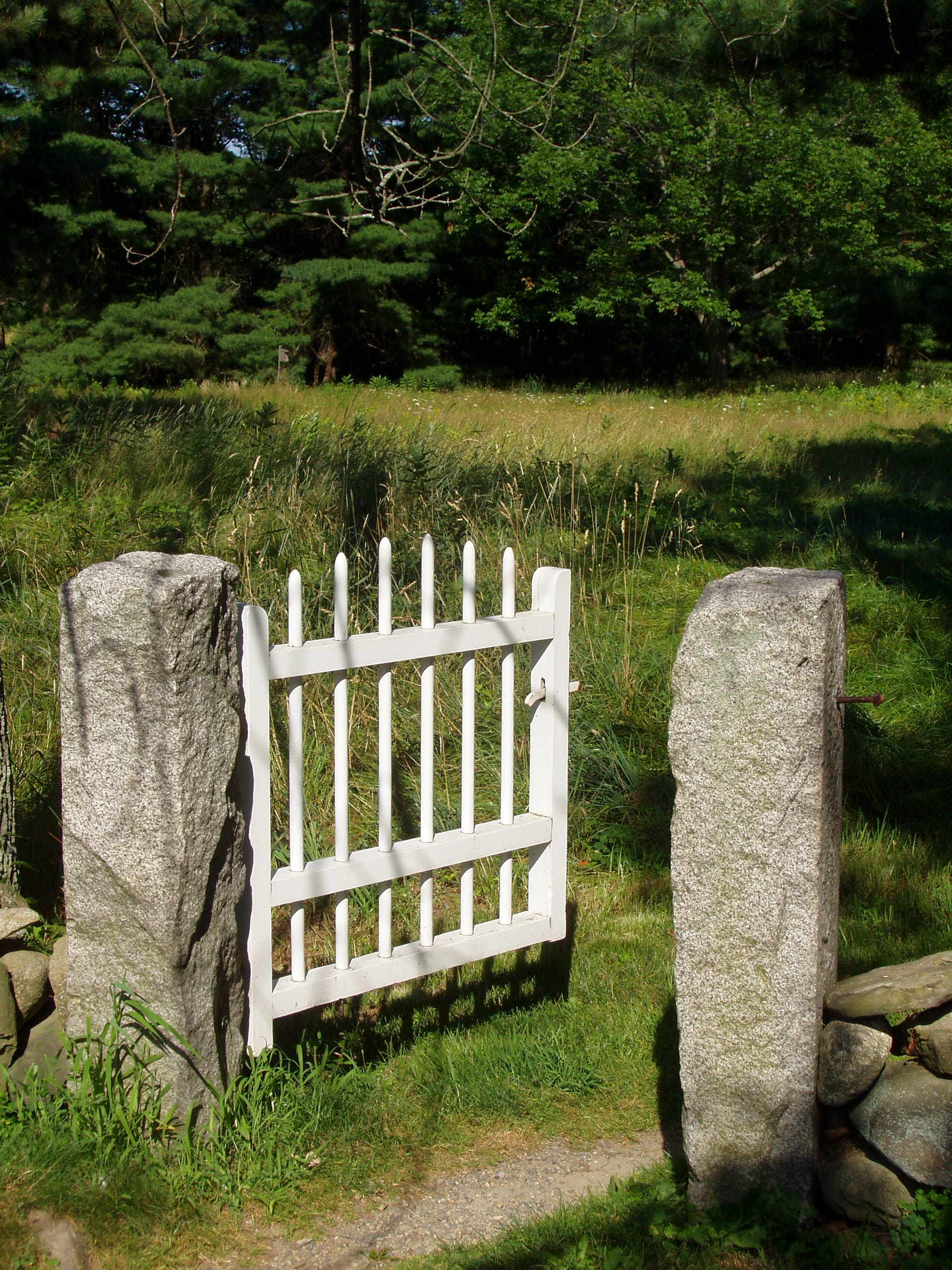
O poartă la intrarea într-o grădină

O poartă este o deschidere amenajată într-un zid, într-un gard etc. în care s-au prins cu balamale tăblii de lemn, de fier etc. pentru a permite accesul din interior în exterior și invers. 
Mărimile pot să difere, ca de exemplu Poarta Brandenburg este un monument de dimensiuni mari din Berlin.